# Ornaczański Żleb

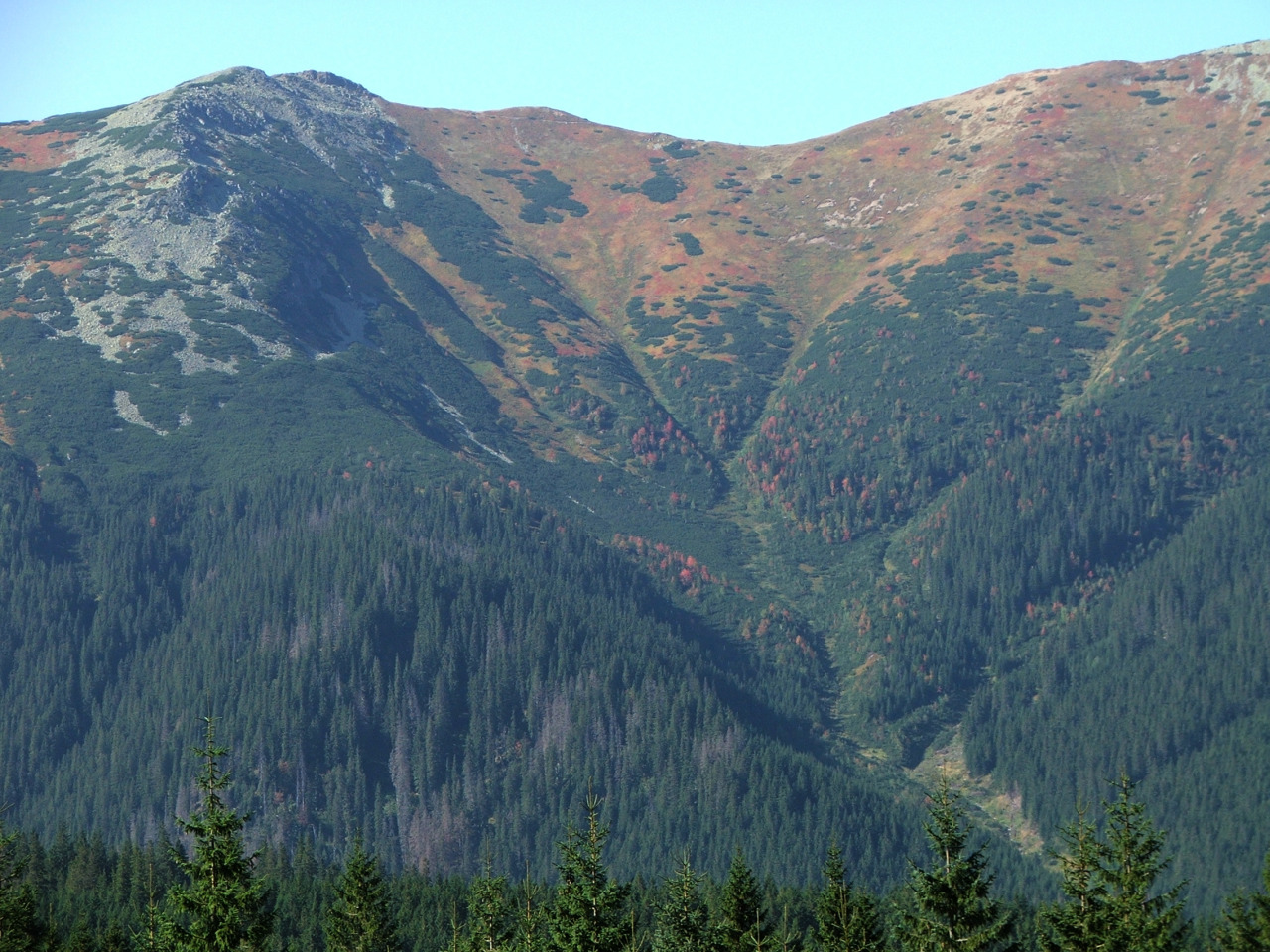
Siwe Skały i Ornaczański Żleb

Ornaczański Żleb – wielki żleb na wschodnich stokach Ornaku w Tatrach Zachodnich. Opada w północno-wschodnim kierunku spod Ornaczańskiej Przełęczy do Wielkiej Polany Ornaczańskiej znajdującej się w Dolinie Pyszniańskiej, będącej górną częścią Doliny Kościeliskiej. Orograficznie prawe obramowanie żlebu tworzy grzbiet Jaworzynki, lewe Skoruśniak. Żleb mający charakter wąskiej kotliny między dwoma grzbietami górskimi jest w większości zalesiony, jedynie powyżej górnej granicy lasu jest trawiasty. Dolna część koryta jest piarżysto-kamienista. Jego dnem spływa z Ornaku Ornaczański Potok wpadający na Wielkiej Polanie Ornaczańskiej do Pyszniańskiego Potoku. W rejonie tego żlebu i również sąsiedniego Żlebu pod Banie istniały niegdyś kopalnie rud metali. Prawdopodobnie już od XV wieku wydobywano tutaj rudy srebra i miedzi, później również rudy żelaza, które przetapiano w hucie na polanie Stare Kościeliska. Jest niedostępny turystycznie, znajduje się w obszarze ochrony ścisłej „Pyszna, Tomanowa, Pisana”. Dawniej był wypasany, wchodził w skład Hali Ornak.